# Les Acteurs
Les Acteurs is een Franse film van Bertrand Blier die werd uitgebracht in 2000. 

## Verhaal
Deze komedie is een eerbetoon aan het (mannelijk) acteurschap. De film is dan ook opgedragen aan acteur Bernard Blier, de vader van de regisseur. 
Er wordt geen echt verhaal verteld, de kijker krijgt scenes voorgeschoteld die elkaar de ene keer logisch en de andere keer willekeurig opvolgen. Daarin maken een heleboel bekende veelal oudere Franse acteurs hun opwachting. Ze spelen hun eigen personage. Ze ontmoeten elkaar en praten over hoe ze beroemdheid ervaren, over carrières die over hun hoogtepunt heen zijn, over de midlifecrisis en het daarmee gepaard gaande ouder en onzekerder worden, over persoonlijke problemen... Dat doen ze met de nodige afstand en ironie.  

## Rolverdeling
| Acteur               | Personage                                                            |
| -------------------- | -------------------------------------------------------------------- |
| Pierre Arditi        | zichzelf                                                             |
| Josiane Balasko      | zichzelf / André Dussollier                                          |
| Jean-Paul Belmondo   | zichzelf                                                             |
| François Berléand    | François Nègre, de man die de vrouw van Pierre Arditi heeft gestolen |
| Dominique Blanc      | Geneviève, de vrouw van Michel Piccoli                               |
| Claude Brasseur      | zichzelf                                                             |
| Jean-Claude Brialy   | zichzelf                                                             |
| Alain Delon          | zichzelf                                                             |
| Gérard Depardieu     | zichzelf                                                             |
| André Dussollier     | zichzelf                                                             |
| Jacques François     | zichzelf                                                             |
| Sami Frey            | zichzelf                                                             |
| Michel Galabru       | de terechtgestelde acteur                                            |
| Michael Lonsdale     | zichzelf                                                             |
| Jean-Pierre Marielle | zichzelf                                                             |
| Michel Piccoli       | zichzelf                                                             |
| Claude Rich          | zichzelf                                                             |
| Maria Schneider      | Marie-Cécile Nègre / zichzelf                                        |
| Michel Serrault      | zichzelf                                                             |
| Jacques Villeret     | zichzelf                                                             |
| Jean Yanne           | dokter Belgoder                                                      |
| Albert Dupontel      | de politie-officier                                                  |
| Ticky Holgado        | de geamputeerde clochard                                             |
| Patachou             | de oude blinde dame                                                  |
| Serge Riaboukine     | de politiemotorrijder                                                |
| Michel Vuillermoz    | de verpleger                                                         |